# Irlbach (Zenn)
Der Irlbach ist ein über 2 km langer Bach der Nördlichen Frankenhöhe im Gebiet des Marktes Obernzenn im bayerischen Landkreis Neustadt an der Aisch-Bad Windsheim. Er mündet wenig unterhalb der Einöde Hölzleinsmühle von Obernzenn linksseits in die obere Zenn.

## Geographie

### Verlauf
Der Irlbach beginnt seinen Lauf in einem Graben neben einem Wirtschaftsweg, der etwa 0,7 km südöstlich der Ortsmitte des Dorfes Breitenau von Obernzenn auf etwa 393 m ü. NHN einsetzt. Dieser läuft anfangs 400 Meter südwestlich neben dem Feldweg in natürlicher Mulde bis zu einem Solarpaneelfeld. Dort mündet ein kurzer anderer Graben von Norden her zu und der Irlbach-Graben knickt für die nächst 200 Meter nach Süden ab, auf denen er weiterhin einen Feldweg begleitet.
Daraufhin knickt der Bach erneut ab, er fließt nun anfangs südostwärts und später mehr und mehr ostwärts. Am bisher völlig kahlen Ufer stehen nun recht sporadisch Einzelbäume. Der Irlbach fließt vor dem teils bewaldeten Südhang des bis 408 m ü. NHN hohen Sandbühls vorbei und später an der im oberen Mündungsdreieck zur Zenn stehenden Hölzleinsmühle. Dort läuft von insgesamt Nordwesten ein etwa 0,9 km langer, zuletzt ebenfalls wegbegleitender Graben zu.
Nach seinen letzten 200 Metern über die Flussaue fließt der Irlbach auf etwa 357 m ü. NHN von links in die obere Zenn ein. Er mündet nach etwa 2,1 km langem Lauf mit mittlerem Sohlgefälle von etwa 17 ‰ rund 36 Höhenmeter unterhalb seines Grabenanfangs.

### Einzugsgebiet
Das Einzugsgebiet des Irlbachs ist etwa 1,5 km² groß und liegt naturräumlich gesehen im Oberes Zenntal genannten Teil des Unterraums Nördliche Frankenhöhe der Frankenhöhe. Der höchste Punkt liegt etwa auf 443 m ü. NHN am Nordeck des Einzugsgebietes. Es hat einen geringen Waldanteil an Höhen- und Hanglagen, größtenteils aber wird es landwirtschaftlichen genutzt, meist als Ackerland. Einziger Ort ist mündungsnah auf der Wasserscheide die Einöde Hölzleinsmühle, die aber größtenteils zur Zenn hin entwässert. Das gesamte Gebiet gehört zu Markt Obernzenn.
Reihum grenzen die Einzugsgebiete der folgenden Nachbargewässer an:
- Im Süden verläuft sehr nahe die den Irlgraben aufnehmende Zenn, die ein Zufluss der Regnitz ist;
- im Westen entwässert der Hirtenwasengraben über den anfangs Erlenbach genannten Linkenbach zur Aisch, einem Regnitz-Zufluss unterhalb der Zenn; am Teileinzugsgebiet des Irlbachs liegt der tiefste Punkt der Wasserscheide zwischen oberer Zenn und Aisch;
- im Osten läuft der Abfluss zur anderen Seite meistenteils zum Seebach, dem nächsten linken Zenn-Zufluss.

Der Graben des Irlbachs setzt in Schichthöhe des Schilfsandsteins der Stuttgart-Formation ein und verläuft ab seinem zweiten Laufknick im Gipskeuper der darunter liegenden Grabfeld-Formation. Die Höhenkappe des Sandbühls liegt noch über dem Schilfsandstein in den Lehrbergschichten der Steigerwald-Formation, er ist der tiefe Ausläufer eines sich entlang der nordöstlichen Wasserscheide erstreckenden Hochebenensporns, auf dem der in Ablagerungsfolge noch höhere Blasensandstein der Hassberge-Formation liegt. Das Einzugsgebiet liegt also durchweg im Mittelkeuper.

### Zuflüsse
Liste der Zuflüsse vom Grabenbeginn zur Mündung. Gewässerlänge,  Einzugsgebiet und Höhe nach der amtlichen topographischen Karte. Andere Quellen für die Angaben sind vermerkt.
- (Feldweggraben), von rechts und Norden auf etwa 382 m ü. NHN etwa 0,5 km südsüdöstlich der Ortsmitte von Obernzenn-Breitenau, über 0,1 km und weit unter 0,1 km²
- (Graben), von links und insgesamt Nordwesten auf etwa 361 m ü. NHN gegenüber Obernzenn-Hölzleinsmühle, ca. 0,9 km und ca. 0,5 km². Entsteht auf etwa 382 m ü. NHN etwa 0,4 km östlich des Gipfels des Sandbühls und fließt zunächst in seiner Erosionsbuch am unteren Waldrand entlang, später Feldweggraben mit Laufknick.

### BayernAtlas („BA“)
Amtliche Online-Gewässerkarte mit passendem Ausschnitt und den hier benutzten Layern: Lauf und Einzugsgebiet des Irlbachs

Allgemeiner Einstieg ohne Voreinstellungen und Layer: BayernAtlas der Bayerischen Staatsregierung (Hinweise)
1. 1 2 3  Höhe abgefragt auf dem Hintergrundlayer Amtliche Karte (Rechtsklick).
2. ↑  Höhe nach blauer Beschriftung auf dem Hintergrundlayer Amtliche Karte.
3. 1 2  Länge abgemessen auf dem Hintergrundlayer Amtliche Karte.
4. 1 2  Einzugsgebiet abgemessen auf dem Hintergrundlayer Amtliche Karte.
5. ↑  Geologie nach dem Layer Geologischen Karte 1:500.000.

### Sonstige
1. ↑  Franz Tichy: Geographische Landesaufnahme: Die naturräumlichen Einheiten auf Blatt 163 Nürnberg. Bundesanstalt für Landeskunde, Bad Godesberg 1973. → Online-Karte (PDF; 4,0 MB)